# Fabio Santamaría
Fabio Santamaria Sotomayor (ur. 14 lipca 1925, zm. 13 lipca 2000) – kubański zapaśnik walczący w stylu wolnym. Olimpijczyk z Londynu 1948, gdzie zajął dwunaste miejsce w wadze koguciej.

## Letnie Igrzyska Olimpijskie 1948
| Konkurencja | Eliminacje              | Eliminacje                | Klas. końcowa |
| Konkurencja | Przeciwnik I            | Przeciwnik II             | Miejsce       |
| ----------- | ----------------------- | ------------------------- | ------------- |
| -57 kg      | Joseph Trimpont (BEL) P | Sad Hafiz Szihata (EGY) P | 12.           |